# Jung Seol-bin
Jung Seol-bin (정설빈?; 6 gennaio 1990) è una calciatrice sudcoreana, attaccante dello Hyundai Red Angels e della nazionale sudcoreana.

## Carriera

### Club
Jung gioca come attaccante nello Hyundai Red Angels sin dal 2010, giocando nella WK League, la massima serie del campionato coreano femminile di calcio. Con lo Hyundai Red Angels ha vinto sette campionati nazionali consecutivi dal 2013 al 2019.

### Nazionale
Jung viene convocata dalla federazione calcistica della Corea del Sud (대한축구협회?, Daehan Chukgu HyeophoeLR, Korea Football Association - KFA) per la prima volta nel 2006 per vestire, appena sedicenne, in occasione della prima edizione della Coppa della Regina della Pace, la maglia della nazionale sudcoreana debuttando il 30 ottobre, nell'incontro perso 3-1 con le avversarie del Canada e giocando anche l'ultima partita, persa 2-1 con l'Italia, prima dell'eliminazione dal torneo. Prima della fine dell'anno disputa anche i XV Giochi asiatici di Doha 2006, giocando due incontri nel gruppo B della fase a gironi.
Dall'anno successivo alterna le maglie della nazionale maggiore a quella della formazione Under-19, disputando con quest'ultima il Campionato asiatico di Cina 2007 oltre che il torneo di qualificazione alle Olimpiadi di Pechino 2008 con la prima. Con la maglia della U-19 debutta il 5 ottobre 2007, nell'incontro vinto 6-0 con il Taipei cinese dove è autrice anche di due reti, e disputa altre quattro partite del torneo, siglando complessivamente 4 reti, condividendo con le compagne il percorso che vede la sua nazionale piazzarsi al primo posto del gruppo B, perdere la semifinale ai tiri di rigore con il Giappone, e perdendo 1-0 la finalina con la Cina fallire l'accesso al Mondiale Under-20 di Cile 2008.
Rimasta in rosa con la Under-19 anche nel 2008, gioca le qualificazioni per il successivo Campionato asiatico di Cina 2009, giocando quattro dei cinque incontri del gruppo A dove la Corea del Sud si classifica al primo posto ottenendo l'accesso alla fase finale. Ottenuta la qualificazione è nuovamente in rosa, giocando i tre incontri del gruppo A nella fase a gironi, la semifinale vinta con la Cina per 1-0 e saltando la finale persa 2-1 con il Giappone.
Il risultato permette alla Corea del Sud l'accesso per la prima volta ad un mondiale femminile, quello di Germania 2010, riservato a formazioni Under-20. Inserita nella rosa della nazionale sudcoreana under-20 che partecipa al torneo, concluso col terzo posto, ottenuto dopo la vittoria nella finalina contro la Colombia, Jung arrivò alla vigilia dell'esordio nel campionato Under-20 con un infortunio al piede che le pregiudicò l'intero campionato.
Nel frattempo continua, pur sporadicamente, a disputare incontri con la nazionale maggiore, nel 2007 nelle qualificazioni alla Coppa dell'Asia orientale di Cina 2008 approdando alla fase finale, per lei tre presenze complessive, ma è dal 2010 che le sue convocazioni diventano costanti, venendo inserita in rosa per la Coppa d'Asia di Cina 2010, per la fase di qualificazione al torneo femminile delle Olimpiadi di Londra 2012 e per il Torneo Quattro Nazioni femminile di Cina 2013.
L'anno successivo è inserita in rosa con la squadra che disputa il torneo femminile di calcio ai XVII Giochi asiatici di Incheon 2014, dove la sua squadra ottiene un terzo posto.
Il subentrato CT Yoon Deok-yeo la chiama per il Torneo Quattro Nazioni femminile di Cina 2015, per l'edizione 2015 della Cyprus Cup e la inserisce in rosa nella squadra che partecipa al campionato mondiale disputatosi in Canada.
In rosa con la squadra che partecipa alla Cyprus Cup 2017, condivide con le compagne il miglior risultato nel torneo dopo il terzo posto dell'edizione 2014, raggiungendo la finalissima poi persa 1-0 con le avversarie della Svizzera.
In seguito disputa la Coppa d'Asia di Giordania 2018 ottenendo l'accesso al Mondiale di Francia 2019 come quinta classificata nel torneo.
Inserita da Yoon nella lista delle 23 calciatrici convocate comunicata il 17 maggio 2019, gioca due dei tre incontri della fase a gironi, dove la sua nazionale, inserita nel gruppo A, subisce tre sconfitte da Francia, 4-0 nell'incontro inaugurale del torneo, Nigeria (2-0) e Norvegia (2-1), concludendo all'ultimo posto e venendo di conseguenza eliminata dal torneo.

## Palmarès

### Club
- Campionato sudcoreano: 9

Incheon Hyundai Steel Red Angels: 2013, 2014, 2015, 2016, 2017, 2018, 2019, 2020, 2021